# Lorenzo Pepe
Lorenzo Antonio Pepe (Sáenz Peña, 22 de agosto de 1931-14 de octubre de 2024) fue un sindicalista y político argentino. Ocupó cinco mandatos consecutivos como diputado de la Nación por la provincia de Buenos Aires de 1983 a 2003. Fue secretario general del Instituto Nacional Juan Domingo Perón, donde renunció en 2022 debido a problemas de salud. 

## Biografía
Cursó sus estudios secundarios en el Colegio Emilio Mitre de donde egresó como Técnico Mecánico. En la Escuela Superior Peronista en el Colegio Nacional Buenos Aires, desarrolló durante dos años el Curso de Capacitación Sindical. A los 17 años había ingresado en Ferrocarriles y al año siguiente comenzó su actividad militante como miembro de la Comisión Ejecutiva de la Sección Alianza de la Unión Ferroviaria, desempeñándose como Revisor de Cuentas.
Fue difusor del Segundo Plan Quinquenal en 1950 y al año siguiente fue elegido delegado al Congreso Ordinario de la Unión Ferroviaria. En 1953 llegó a integrar el Comité Central Confederal de la CGT.
En 1954 realizó el curso de «Idóneo en Legislación Laboral» en la Facultad de Derecho de la Universidad de Buenos Aires hasta que el golpe de Estado de septiembre de 1955 instaló en el poder a Lonardi, y decenas de profesores, entre ellos Lorenzo Pepe fueron dejados cesantes.
En 1955, con el derrocamiento del Gobierno Constitucional se instaura la dictadura autotitulada Revolución Libertadora, durante el gobierno dictatorial de Pedro Eugenio Aramburu fue detenido, declarado cesante en sus funciones y apresado en la cárcel de Devoto por razones políticas.
Entre los meses de octubre de 1958 y febrero de 1959, durante el gobierno de Arturo Frondizi, por la aplicación del Plan Conintes Lorenzo fue nuevamente detenido e  incomunicado en Campo de Mayo durante 6 meses. Una vez más, en 1961 durante el mismo gobierno, fue detenido por la huelga de 42 días en Ferrocarriles. El cierre de 16 ingenios y el despido masivo de 10 000 trabajadores durante la dictadura de Juan Carlos Onganía lo llevó intempestivamente a Tucumán el 1 de mayo de 1968, cuando bajó del avión, fue abordado y luego detenido por una comisión policial.
En 1962 fue elegido Diputado Provincial por la Provincia de Buenos Aires en la lista peronista ganadora, encabezada por Andrés Framini, pero estas elecciones fueron posteriormente anuladas por decreto por Arturo Frondizi. En las elecciones de 1962 el peronismo ganó diez de las catorce gobernaciones en juego, entre ellas la de la provincia de Buenos Aires. Frondizi anuló las elecciones e intervino todas las provincias que le eran adversas a su gobierno.
Fue nombrado vicepresidente de la Unión Ferroviaria en 1963 y cofundador de la Asociación Latinoamericana de Ferrocarriles (ALAF) en 1964. Cinco veces quedó cesante en Ferrocarriles y otras tantas como miembro en la Unión Ferroviaria en los años 1955, 1958, 1961, 1967 y 1976. Durante la dictadura de Juan Carlos Onganía, en 1967, la Unión Ferroviaria fue intervenida militarmente por el Coronel Carlos Miranda Naón por lo que nuevamente fue cesanteado y detenido.
A principios de 1968, fue parte del Congreso Normalizador de la CGT como representante de la Unión Ferroviaria, participando en la creación de la CGT de los Argentinos cuyo secretario general fue Raimundo Ongaro. Como asesor del Cuerpo Directivo de la CGT de los Argentinos inscripta en el marco del Plan de Lucha,  allanaron su casa y, dos días después, quedó detenido en Coordinación Federal.
Durante el período comprendido entre l1972 y 1983, se desempeñó como Congresal Nacional del PJ por la provincia de Buenos Aires, proscripto por la dictadura de Videla en 1976, prófugo y, en algunas oportunidades, detenido en comisarías una vez más.
En 1986 fue elegido presidente del Partido Justicialista del Distrito de Tres de Febrero hasta 1988.

## Actividad parlamentaria
Al regresar la democracia en 1983 fue elegido Diputado Nacional por la Provincia de Buenos Aires integrando el Bloque del Partido Justicialista en la H. Cámara de Diputados de la Nación por primera vez. El mismo año fue reelecto Congresal Nacional del PJ por su provincia. Como diputado nacional integró las Comisiones Permanentes de Familia, Mujer y Minoridad, Legislación del Trabajo, Transporte, Defensa y la Comisión Bicameral de la Biblioteca del Congreso de la Nación.
Fue reelecto como diputado Nacional, cargo que desempeñó en el período comprendido entre 1987 y 1991. El 10 de diciembre de 1989, asumió como presidente de la H. Comisión Administradora Bicameral de la Biblioteca del Congreso de la Nación. El 28 de julio de 1991, fue elegido nuevamente presidente del Partido Justicialista de 3 de Febrero, y por tercera vez consecutiva Diputado Nacional. En el período 1993-1997 fue designado Presidente del Congreso Nacional Justicialista y fue reelecto Presidente de la H. Comisión Administradora Bicameral de la Biblioteca del Congreso de la Nación. En 1995, volvió a recibir mandato como diputado de la Nación por cuarta vez. En 1996, fue Delegado Parlamentario ante la Organización Internacional del Trabajo (OIT), en Ginebra, Suiza.
En 1998 fue designado miembro del Consejo Asesor Académico de la Maestría de Transporte de la Universidad de Ciencias Empresariales y Sociales (UCES).
En 1999 fue elegido Diputado Nacional y designado nuevamente por la Cámara de Diputados como miembro de la OIT en Ginebra y en 2001, Presidente de la Comisión Bicameral de la Biblioteca del Congreso de la Nación.

## Leyes impulsadas
Es el creador de la Ley n.º 23.253 del Ferrocarril Trasandino del Sur, que tiene como objetivo unir Zapala (provincia de Neuquén) con Lonquimay (Chile), vinculando los puertos de aguas profundas, en el Pacífico con el sistema portuario de Bahía Blanca; también, nueve años después, fue el responsable de la Ley n.º 24.364 de creación del Ferrocarril Transpatagónico que uniría Choel-Choel con Ushuaia.
Su tarea legislativa presentando los primeros proyectos de condecoración y pensión de guerra, le valieron el reconocimiento las tres Fuerzas Armadas de la Nación como parlamentario pionero en la reivindicación de los héroes de Las Malvinas por lo que fue condecorado, entre otras, con la medalla al “Mérito Civil”.

## Homenajes y reconocimientos
En 1998 fue nombrado Secretario Honorífico de la Asociación Latinoamericana de Ferrocarriles y Consejero del Consejo Superior Académico de la Universidad Nacional de 3 de Febrero, creada por ley de su autoría.
Dos años después fue nombrado Miembro Emérito del Claustro Académico Honorario de la Cátedra “Dr. Arturo Jauretche” del Banco de la Provincia de Buenos Aires y fue elegido presidente ad honorem de la Asociación Panamericana de Ferrocarriles (ACPF). En calidad de presidente de la ACPF preside, por resolución, la Comisión Nacional Ferroviaria.
En 2003, fue designado Miembro de la Comisión Permanente Nacional de Homenaje al Tte. Gral. Juan Domingo Perón y Secretario General del Instituto Nacional Juan Domingo Perón de Estudios e Investigaciones Históricas, Sociales y Políticas por el presidente de la Nación, Eduardo A. Duhalde por cuatro años.
En 2007, el presidente de la Nación Néstor C. Kirchner y en el 2011 la presidenta Cristina Fernández de Kirchner renovaron su mandato como secretario general del Instituto Nacional Juan Domingo Perón de Estudios e Investigaciones Históricas, Sociales y Políticas, cargo que desempeñó hasta su fallecimiento, el 14 de octubre de 2024, a los 93 años.